# Pavel Benc
Pavel Benc (* 10. července 1963 Jablonec nad Nisou) je bývalý český a československý běžec na lyžích, který závodil v letech 1982–1997. V roce 1988 se stal bronzovým medailistou na Zimních olympijských hrách v Calgary.

## Kariéra
Lyžovat začal v osmi letech. Na závodech, které patřily mezi jeho první, skončil na rozmezí 20. až 30. místa. Asi po sedmi letech se probojoval na mistrovství ČSSR, kde skončil na 33. místě. Největší zlom nastal v roce 1984 na Zimních olympijských hrách v Sarajevu, kam se dostal se svým kamarádem Milošem Bečvářem jako jeden z nejmladších účastníků. V roce 1985 převzal československé reprezentační družstvo zkušený trenér Bohuslav Rázl, jehož cílem bylo udělat z běžkařů skvěle připravené lyžaře na Olympijské hry v Calgary. Na Mistrovství světa v Seefeldu se Benc umístil na 16. místě a v Obersdorferu jeho družstvo obsadilo ve štafetě mužů na 4×10 km čtvrté místo, což byl průlom. Ovšem nejvíce zazářil na Hrách v Calgary. Ve štafetě ve složení s Václavem Korunkou, Radimem Nyčem a Ladislavem Švandou v těsném souboji vybojoval bronzovou medaili. O čtyři roky později se na ZOH v Albertville stal vlajkonošem a v závodech dosáhl svého nejlepšího individuálního umístění, když na distanci 50 km volnou technikou skončil osmý. V roce 1994 na ZOH v Lillehammer opět nesl českou vlajku. Tady dosáhl spolu se zbytkem družstva 8. místa ve štafetě 4×10 km. Lyžařskou kariéru ukončil v roce 1997.

## Výsledky
| Umístění | Datum          | Místo konání | Disciplína             | Čas běhu    | Ztráta      |
| -------- | -------------- | ------------ | ---------------------- | ----------- | ----------- |
| 34.      | 10. února 1984 | Sarajevo     | 30 km volně            | 1:24:26,3 h | +5:34,0 min |
| 46.      | 13. února 1984 | Sarajevo     | 15 km klasicky         | 41:25,6 min | +4:38,2 min |
| 41.      | 19. února 1988 | Calgary      | 15 km klasicky         | 41:18,9 min | +4:42,7 min |
| 3.       | 22. února 1988 | Calgary      | štafeta 4×10 km        | 1:43:58,6 h | +1:24,1 min |
| 27.      | 27. února 1988 | Calgary      | 50 km volně            | 2:04:30,9 h | +7:37,5 min |
| 41.      | 13. února 1992 | Albertville  | 10 km klasicky         | 27:36,0 min | +3:37,6 min |
| 33.      | 15. února 1992 | Albertville  | 10+15 km stíhací závod | 1:05:37,9 h | +5:06,7 min |
| 7.       | 18. února 1992 | Albertville  | štafeta 4×10 km        | 1:39:26,0 h | +4:54,0 min |
| 8.       | 22. února 1992 | Albertville  | 50 km volně            | 2:03:41,5 h | +4:32,1 min |
| 25.      | 14. února 1994 | Lillehammer  | 30 km volně            | 1:12:26,4 h | +6:23,1 min |
| 65.      | 17. února 1994 | Lillehammer  | 10 km klasicky         | 24:20,1 min | +3:18,5 min |
| 36.      | 19. února 1994 | Lillehammer  | 10+15 km stíhací závod | 1:00:08,8 h | +5:35,3 min |
| 8.       | 22. února 1994 | Lillehammer  | štafeta 4×10 km        | 1:41:15,0 h | +5:57,6 min |

| Umístění | Datum          | Místo konání  | Disciplína       | Čas běhu    | Ztráta      |
| -------- | -------------- | ------------- | ---------------- | ----------- | ----------- |
| 16.      | 27. ledna 1985 | Seefeld       | 50 km klasicky   | 2:10:49,9 h | ?           |
| 5.       | 17. února 1991 | Val di Fiemme | 50 km volně      | 2:03:31,6 h | +2:48,5 min |
| 32.      | 20. února 1993 | Falun         | 30 km klasicky   | 1:17:33,6 h | +5:10,3 min |
| 7.       | 28. únor 1993  | Falun         | 50 km volně styl | 2:03:36,8 h | +3:22,0 min |
| 36.      | 9. února 1995  | Thunder Bay   | 30 km klasický   | 1:15:52,3 h | +8:25,1 min |
| 14.      | 19. února 1995 | Thunder Bay   | 50 km volně      | 1:56:36,0 h | +4:49,0 min |